# Heinz Beneking
Heinz Beneking (* 28. März 1924 in Frankfurt am Main; † 26. Oktober 1996 in Aachen) war ein deutscher Physiker und Pionier der Halbleitertechnik in Deutschland.

## Leben und Wirken
Beneking studierte Physik in Frankfurt am Main und Hamburg und wurde 1951 mit einer Arbeit über Betrachtungen und Versuche zum dynamischen Sekundärelektronenvervielfacher promoviert. Anschließend war er in der Industrie und als Assistent an der RWTH Aachen (Habilitation) tätig. 1961 berief ihn die Aachener Hochschule zum Direktor des neu zu errichtenden Instituts für Transistortechnik, das 1964 in Institut für Halbleitertechnik umbenannt wurde. 1966/67 war er Dekan der Fakultät für Elektrotechnik an der RWTH, 1989 wurde er emeritiert.
Beneking gehörte zu den ersten Professoren in Deutschland, die sich mit der damals neuen Transistortechnik in Lehre und Forschung befassten.

## Auszeichnungen und Ehrungen (Auswahl)
- Carl-Friedrich-Gauß-Medaille (1984)
- Award of the International Symposium on GaAs and Related Compounds (1985)
- Korrespondierendes Mitglied der Braunschweigischen Wissenschaftlichen Gesellschaft
- Heinrich-Welker-Medaille (1985)
- Mitglied der Electromagnetics Academy beim Massachusetts Institute of Technology (1990)

## Veröffentlichungen (Auswahl)
- Transistorschaltungen, 1956
- Halbleiter in der Elektronik, 1966
- Transistortechnik – Grundlagen der Schaltungslehre, 1966 (2. Auflage)
- Transistortechnik – Theoretische Grundlagen, 1967 (5. Auflage)
- Moderne Halbleiter-Technik, 1969
- Praxis des elektronischen Rauschens, 1971
- Feldeffekttransistoren, 1973
- Halbleiter-Technologie, 1991
- High Speed Semiconductor Devices: Circuit Aspects and Fundamental Behaviour, 1994

## Doktoranden und Diplomanden
- Hansjochen Benda, Autor des Buches Einführung in die Grundlagen der Halbleitertechnik (Dissertation, 1964: Bestimmung der Eigenleitungsdichte von Silizium unterhalb der Eigenleitungstemperatur aus elektrischen Messungen an Transistoren)
- Hans Gissel, ehemaliger IEC-Präsident (1993–1995), ehemaliger AEG-Vorstand für Nachrichtentechnik, Verteidigungstechnik und Forschung (Dissertation, 1960: Negativwiderstände und ihre Anwendung zur Leitungsentdämpfung)
- Erhard Kohn, Direktor des Instituts für elektronische Bauelemente und Schaltungen, Universität Ulm (Dissertation, 1977: Dimensionierung und Technologie integrationsfähiger GHz-MeSFETs aus Galliumarsenid)
- Michel Marso, Univ.-Prof. in der Research Unit in Engineering Science der Universität Luxemburg, Leiter des Mikrowellen-Labors (Dissertation, 1991: GaInAs Cameltransistoren)
- Frank Schulte, Europachef der Aixtron SE (Dissertation, 1991: Ga0,47In0,53As-MISFETs mit SiO2-Isolator. Einzelstrukturen und Integration)
- Hermann Schumacher, Direktor des Instituts für elektronische Bauelemente und Schaltungen, Universität Ulm (Dissertation, 1986: Optoelektronische Korrelationsmesstechnik zur Charakterisierung schneller Photodetektoren im Zeitbereich)
- Dietrich Stephani, Lehrstuhl für Elektronische Bauelemente, Universität Erlangen-Nürnberg (Dissertation, 1981: Ein Beitrag zur automatischen Markenerkennung in der Elektronenstrahl-Lithographie)
- Andreas Trasser, akademischer Oberrat am Institut für elektronische Bauelemente und Schaltungen, Universität Ulm (Dissertation, 1989: Hybridintegrierte GBit/s-Schaltungen mit GaAs-MESFETs)
- Rüdiger Tuzinski, Chefredakteur der Fachzeitschriften Elektropraktiker und ep Photovoltaik (Diplom, 1992: 0,1 µm T-Gates)
- Andrei Vescan, Univ.-Prof. an der RWTH Aachen, Lehr- und Forschungsgebiet GaN-Bauelementtechnologie (Diplom, 1991: Das Aufbringen von dünnen Metall-Halogenid-Schichten als Resists für die hochauflösende Elektronenstrahllithografie)

## Trivia
Beneking arbeitete in seinen Vorlesungen teilweise beidhändig an der Tafel. Während er mit der linken Hand eine Grafik zeichnete, schrieb er zeitgleich mit der rechten die zugehörigen Formeln und Texte.